# Ulfranc Saint-Laurent
Ulfranc Saint-Laurent (5 mai 1845 - 9 décembre 1921) est un homme d'Église catholique québécois. Il fut ordonné le 6 novembre 1872. Il commença son sacerdoce en tant que secrétaire à l'Évêché de Rimouski. Il fut par la suite curé de la paroisse de Maria en Gaspésie. Il fut ensuite missionnaire à Natashquan sur la Côte-Nord. Ensuite, il fut successivement curé des paroisses de Saint-Louis-du-Ha! Ha! et de Notre-Dame-du-Lac au Témiscouata dans le Bas-Saint-Laurent. Il devint le premier missionnaire résident de Saint-Damase dans La Matapédia en 1882. Il a fait le nécessaire afin de porter cette mission au rang de paroisse jusqu'à ce que l'évêque Jean Langevin décréta son érection canonique le 4 mars 1884. Il devint le premier curé de la nouvelle paroisse. Onze mois plus tard, il fut envoyé comme curé à la paroisse de Baie-des-Sables. Par la suite, il fut curé dans quelques autres paroisses avant de prendre sa retraite à Rimouski. Il meurt à Rimouski le 9 décembre 1921,.

## Annexe